# Acacia riceana
Acacia riceana — вид квіткових рослин з родини бобових. Ареал: Австралія (Тасманія).

## Середовище
Вид росте від рівня моря до 900 м. Його основні популяції зосереджені навколо долин річок Дервент, Хуон і Просер, хоча невеликі популяції також розташовані на схилах хребта Айронбаунд на крайньому півдні штату.

## Біоморфологічна характеристика
Acacia riceana на найбільш вологих ділянках свого ареалу утворює густий колючий кущ до 5 метрів заввишки. Філодії вузькі й загострені, розташовані в групах від 3 до 6. Гілки плакучі. Цвіте з липня по січень. Стручки дозрівають у січні та лютому. 